# Karinsko more
Karinsko more – zatoka w Chorwacji, w północnej Dalmacji. Stanowi część Morza Adriatyckiego. 

## Charakterystyka
Jej powierzchnia wynosi 5,47 km². Jej głębokość waha się od 3 do 12,5 m. W jej północno-zachodniej części leży wysepka o nazwie Karinski školj. Do zatoki wpada rzeka Karišnica. Poprzez cieśninę Karinsko ždrilo Karinsko more jest połączone z zatoką Novigradsko more.